# برکه بنگله بستکی
برکه بنگله بستکی یک آب‌انبار تاریخی مربوط به دوره قاجاریه است که در شهر بندرلنگه، استان هرمزگان قرار دارد. این اثر در تاریخ ۱۷ خرداد ۱۳۸۵ با شمارهٔ ثبت ۱۵۳۹۹ به‌عنوان یکی از آثار ملی ایران به ثبت رسیده‌است.